# Amine Rzig
Amine Rzig (in arabo أمين رزيق‎?; Grombalia, 25 agosto 1980) è un ex cestista e allenatore di pallacanestro tunisino.

## Carriera
Con la Tunisia ha disputato i Giochi olimpici di Londra 2012, i Campionati mondiali del 2010 e sei edizioni dei Campionati africani (2003, 2007, 2009, 2011, 2013, 2015).